# Peraleda de San Román
Peraleda de San Román – gmina w Hiszpanii, w prowincji Cáceres, w Estramadurze, o powierzchni 61,9 km². W 2011 roku gmina liczyła 322 mieszkańców.